# Amolops nepalicus
Amolops nepalicus е вид жаба от семейство Водни жаби (Ranidae).

## Разпространение
Този вид е разпространен в Непал.

## Описание
Популацията на вида е намаляваща.